# Medina (cantante)
Medina, pseudonimo di Andrea Fuentealba Valbak (Århus, 30 novembre 1982), è una cantautrice danese.
Ha finora pubblicato cinque album, di cui tre in danese e due in inglese (destinati al commercio internazionale).
Ha debuttato nel mondo della musica nel 2007 con la pubblicazione del singolo Et øjeblik, seguito dal suo album di debutto, Tæt på. Dall'album sono stai pubblicati anche i singoli Flå e Alene. Medina non riuscì ad ottenere successo neanche con due nuove canzoni non incluse nell'album, Satser alt e Okay.
Ha avuto successo nel 2008 col singolo Kun for mig, il primo estratto dal suo secondo album pubblicato l'album successivo, Velkommen til Medina. Il singolo ha trascorso sei settimane non consecutive alla vetta della classifica danese tra la fine del 2008 e l'inizio del 2009, prima che venisse inviato alle radio nazionali. Ha venduto oltre 75 000 copie in Danimarca, venendo certificato doppio disco di platino e diventando il singolo danese più venduto del 2009.
Il secondo singolo estratto dall'album, Velkommen til Medina, e il terzo, Ensom, sono stati entrambi certificati dischi di platino. Come quarto singolo è stato scelto il brano Vi to, che ha raggiunto la seconda posizione della classifica danese ed è stato certificato disco d'oro per aver venduto più di 15 000 copie. L'album ha raggiunto la seconda posizione nella classifica danese ed è stato certificato disco di platino, vendendo oltre 40 000 copie.
Nel settembre 2009 è stato messo in commercio il primo brano musicale cantato in lingua inglese di Medina, You & I. Ha raggiunto la posizione numero 39 nel Regno Unito e la numero 10 in Germania, oltre che essere entrato in altre classifiche europee. Nel luglio 2010 è stato messo in commercio l'album in inglese di Medina, Welcome to Medina. Oltre che sette nuove canzoni, l'album contiene le versioni in inglese di alcune canzoni danesi di Medina, tra cui Lonely, estratto come secondo singolo dall'album il 3 settembre 2010.
Il 26 febbraio 2016 è uscito l'album We Survive, il suo terzo album con canzoni in lingua inglese.

## Discografia
- 2007 – Tæt på
- 2009 – Velkommen til Medina
- 2010 – Welcome to Medina
- 2011 – For altid
- 2012 – Forever
- 2016 – We Survive
- 2018 – Grim